# Katharine Berkoff
Katharine Berkoff (Missoula, 28 gennaio 2001) è una nuotatrice statunitense.

## Biografia
È la figlia dell'ex nuotatore David Berkoff.

## Carriera
Specializzata nello stile libero e nel dorso, ha vinto sette medaglie ai mondiali in vasca lunga e il bronzo olimpico nei 100 metri dorso a Parigi 2024.

## Palmarès
- Olimpiadi

Parigi 2024: oro nella 4x100m misti, bronzo nei 100m dorso.
- Mondiali

Budapest 2022: argento nei 50m dorso.
Fukuoka 2023: oro nella 4x100m misti, bronzo nei 100m dorso e nella 4x100m misti mista.
Singapore 2025: oro nei 50m dorso e nella 4x100m misti, bronzo nei 100m dorso.
- Mondiali in vasca corta

Abu Dhabi 2021: oro nella 4x50m sl e nella 4x100m sl, argento nella 4x50m misti, nella 4x50m misti mista e nella 4x200m sl, bronzo nei 100m dorso.
Budapest 2024: oro nella 4x100m sl e nella 4x100m misti, argento nei 50m dorso e nei 100m dorso, bronzo nella 4x50m misti mista.